# Перхлорат свинца(II)
Перхлорат свинца(II) — неорганическое соединение,
соль свинца и хлорной кислоты
с формулой Pb(ClO4)2,
кристаллы,
растворяется в воде,
образует кристаллогидрат — белые кристаллы.

## Физические свойства
Перхлорат свинца(II) образует кристаллы.
Растворяется в воде и этаноле.
Образует кристаллогидрат состава Pb(ClO4)2•3H2O — белые кристаллы, которые разлагаются при 100°С.